# Àcid pivàlic
L'àcid pivàlic és un àcid carboxílic amb una fórmula molecular de (CH ₃) ₃ CCO ₂ H. Aquest compost orgànic incolor i odifer és sòlid a temperatura ambient. Una abreviatura comuna del grup pivalil o pivaloil (t -BuC(O)) és Piv i per a l'àcid pivàlic (t -BuC(O)OH) és PivOH .

## Preparació

### Procés industrial
L'àcid pivàlic es prepara per hidrocarboxilació d'isobutè mitjançant la reacció de Koch :
(CH ₃) ₂ C=CH ₂ + CO + H ₂ O → (CH ₃) ₃ CCO ₂ H
Aquestes reaccions requereixen un catalitzador àcid com el fluorur d'hidrogen. L'alcohol <i id="mwIg">tert</i> -butílic i l'alcohol isobutílic també es poden utilitzar en lloc de l'isobutè. A nivell mundial, es produeixen diversos milions de quilograms anualment. L'àcid pivàlic també es recupera econòmicament com a subproducte de la producció de penicil·lines semisintètiques com l'ampicil·lina i l'amoxicil·lina.

### Mètodes de laboratori

El bromur de t-butilmagnesi reacciona amb el CO ₂ per formar la sal pivalat. L'addició d'àcid produeix àcid pivàlic

Es va preparar originalment per oxidació de pinacolona amb àcid cròmic i per hidròlisi de cianur de terc-butil. Les rutes de laboratori convenients procedeixen per clorur de tert-butil mitjançant carbonatació del reactiu de Grignard i per oxidació de pinacolona.

Reordenació pinacol

## Aplicacions
En relació als èsters de la majoria dels àcids carboxílics, els èsters de l'àcid pivàlic són inusualment resistents a la hidròlisi. Algunes aplicacions resulten d'aquesta estabilitat tèrmica. Els polímers derivats dels èsters de pivalat de l'alcohol vinílic són laques altament reflectants. El grup pivaloil (abreujat Piv o Pv) és un grup protector dels alcohols en síntesi orgànica. L'àcid pivàlic de vegades s'utilitza com a estàndard de canvi químic intern per als espectres de RMN de solucions aquoses. Tot i que el DSS s'utilitza més habitualment per a aquest propòsit, els pics menors dels protons dels tres ponts de metilè del DSS poden ser problemàtics. L'espectre de RMN 1H a 25 °C i el pH neutre és un singlet a 1,08 ppm. L'àcid pivàlic s'utilitza com a co-catalitzador en algunes de les reaccions de funcionalització de CH catalitzada amb pal·ladi.

### Protecció contra els alcohols
El grup pivaloil s'utilitza com a grup protector en la síntesi orgànica. Els mètodes de protecció habituals inclouen el tractament de l'alcohol amb clorur de pivaloil (PvCl) en presència de piridina.

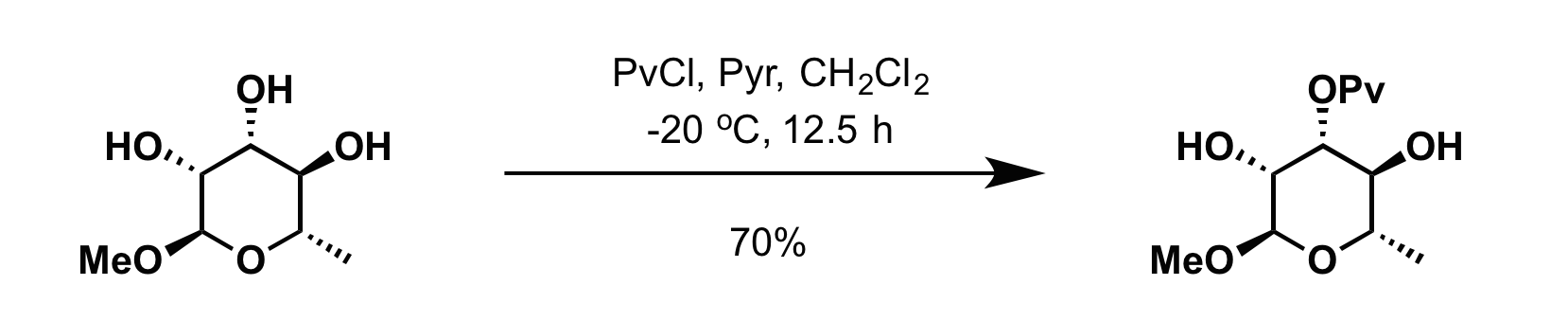

Alternativament, els èsters es poden preparar utilitzant anhídrid pivaloic en presència de triflat d'escandi (Sc(OTf) ₃) o triflat de vanadil (VO (OTf) ₂).
Els mètodes de desprotecció habituals impliquen la hidròlisi amb una base o altres nucleòfils.

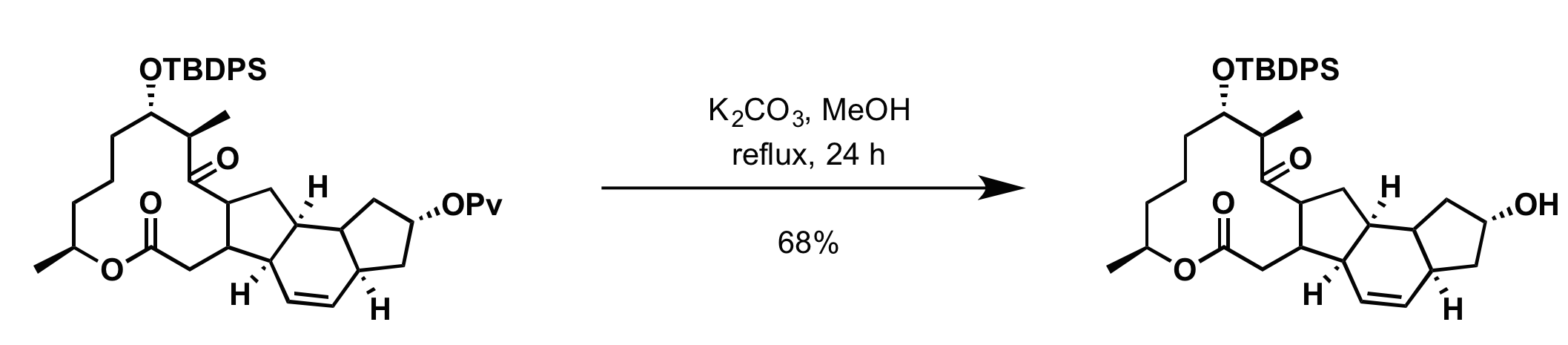